# Eliška (rybník)
Eliška (též Koupaliště) je název rybníka v pražských Horních Počernicích, který leží na Svépravickém potoce. Eliška má podlouhlý tvar. Je orientována západo-východním směrem. Z východu je napájena potokem, který dále pokračuje stavidlem na západ do Xaverovského rybníka I. Hráz je orientována na západ. Břehy na západě a hlavně na jihu jsou zalesněny a hraničí s přírodní památkou Xaverovský háj; severní břeh je zatravněn a v létě slouží odpočinku. Jedná se o chovný rybník, ve kterém je též možnost koupání. Rybník Eliška je součástí Přírodního parku Klánovice-Čihadla.

## Galerie

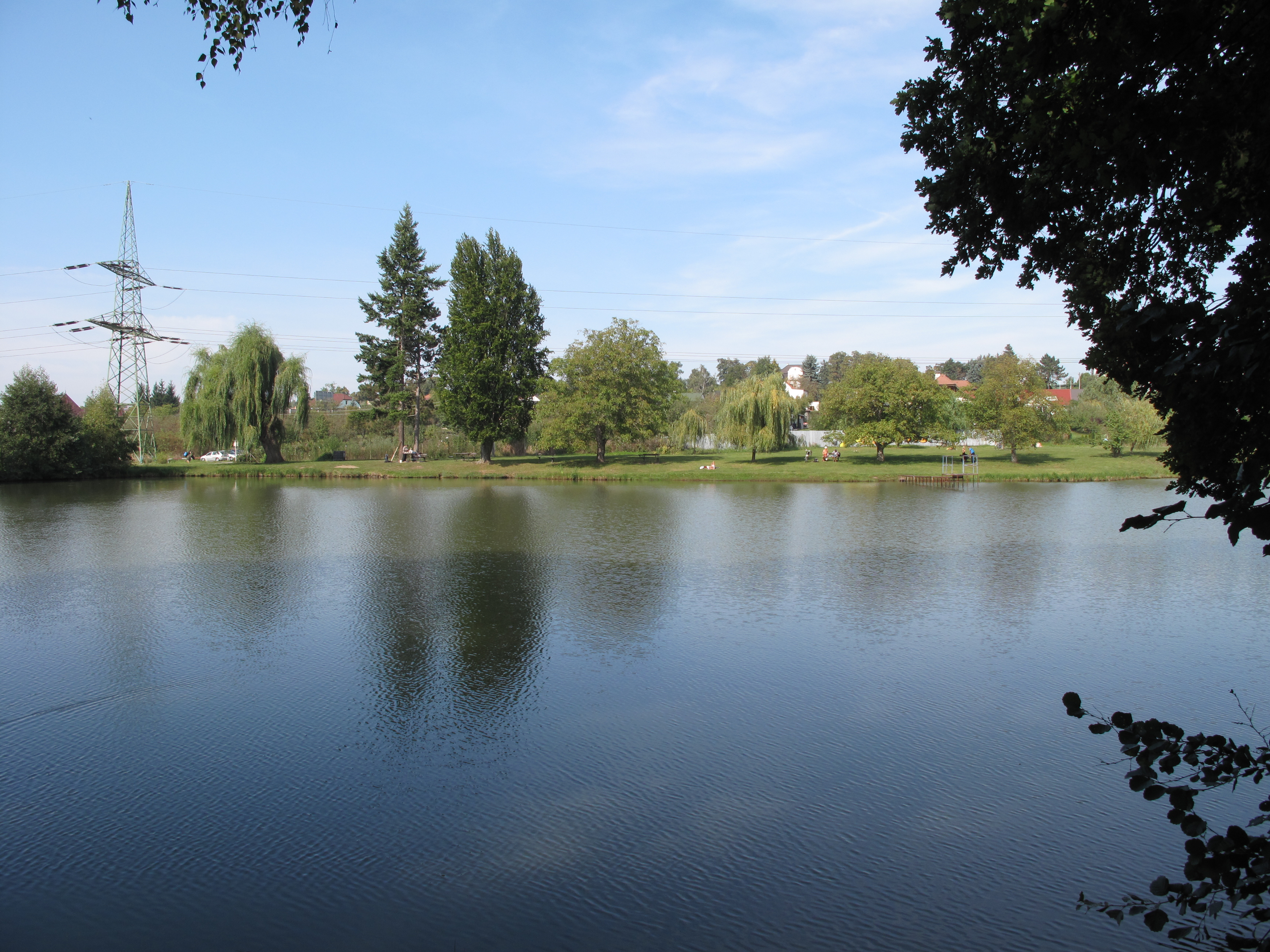
Zatravněný břeh
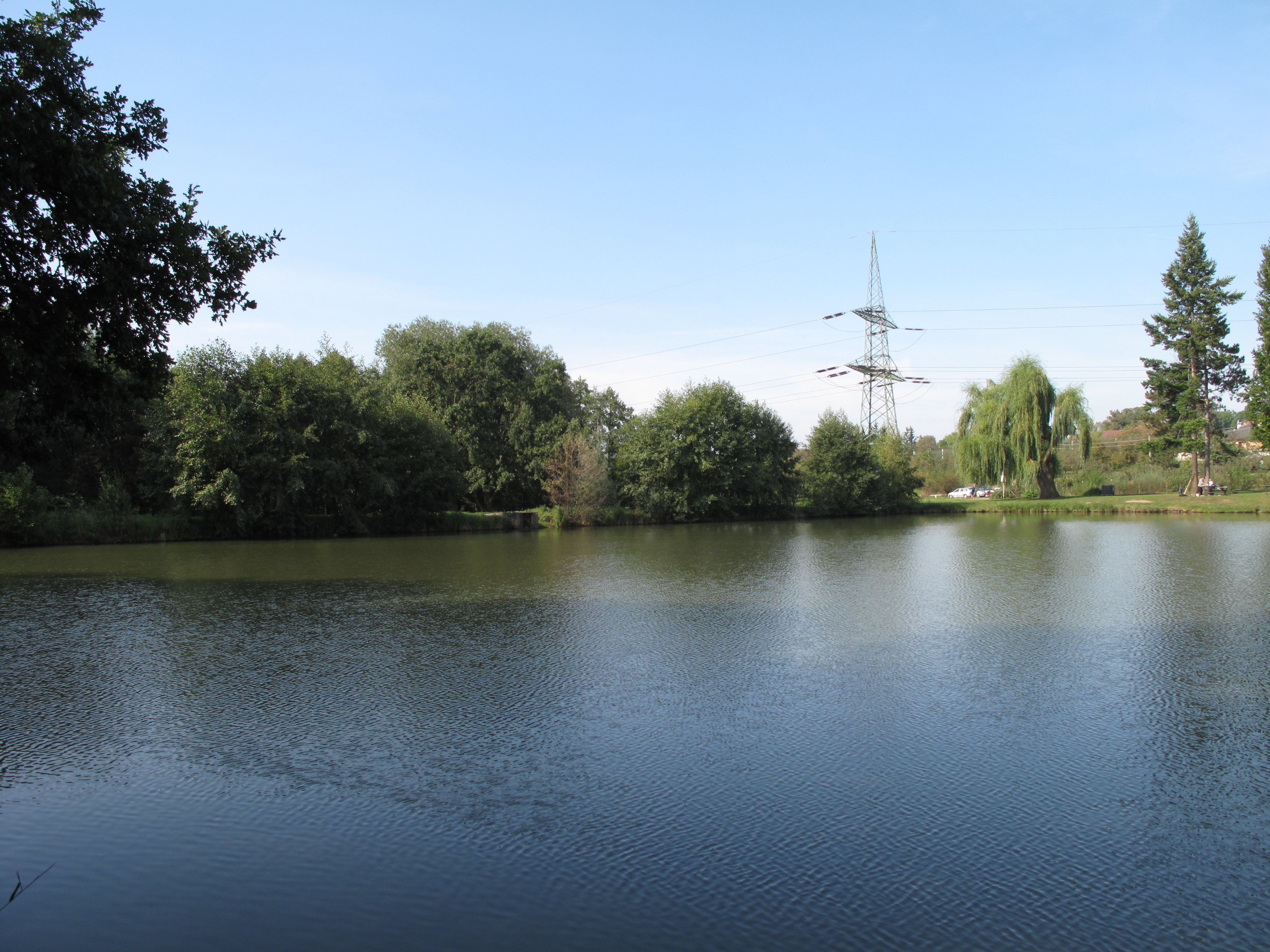
Hráz
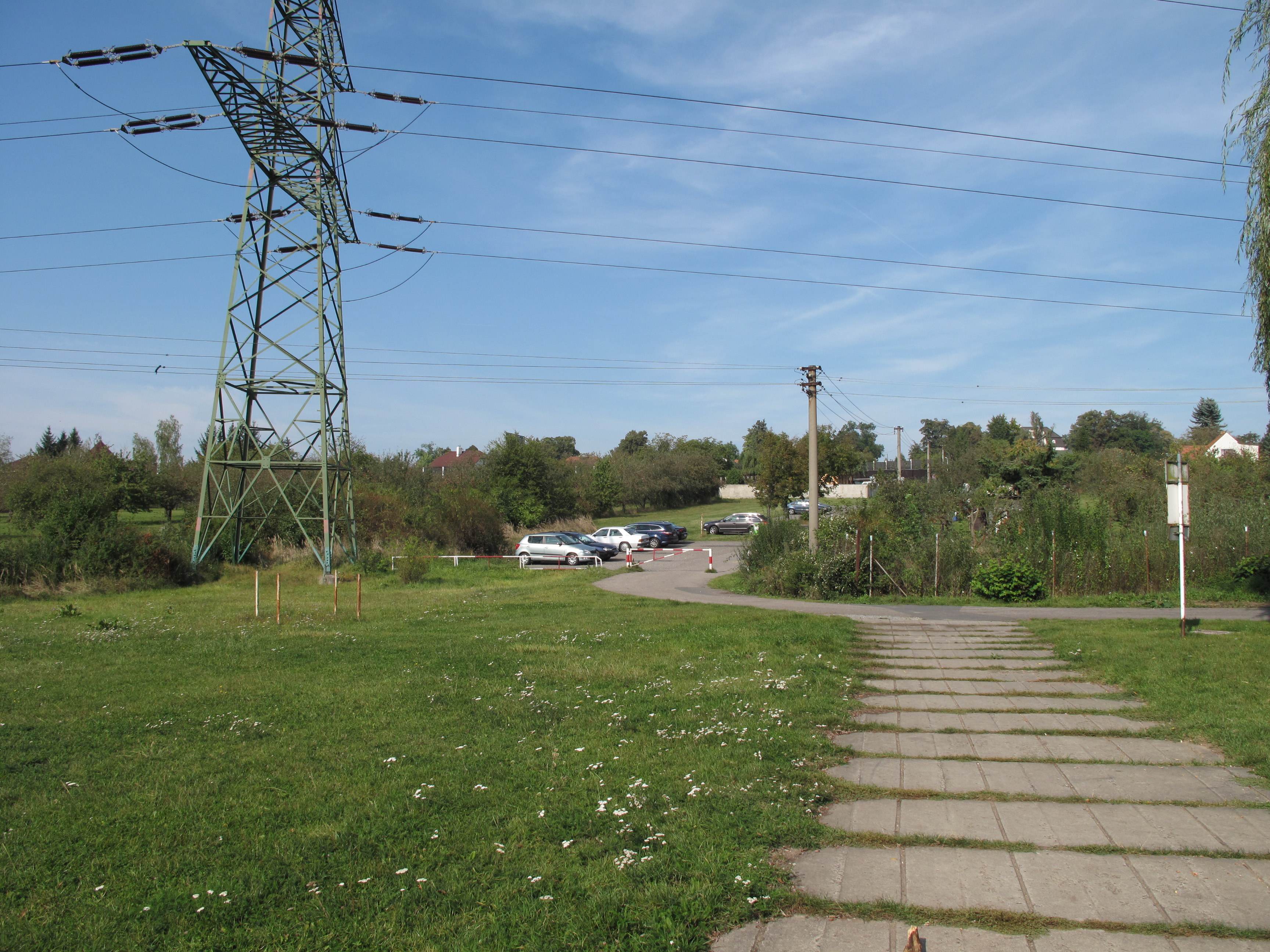
Parkoviště pro návštěvníky